# IC 111
IC 111 — галактика типу NF (в процесі підтвердження) у сузір'ї Риби.
Цей об'єкт міститься в оригінальній редакції індексного каталогу.